# Katag
Pour les articles homonymes, voir Katag (homonymie).
 (avril 2017).
Le Katag est un jeu de «tag» où deux équipes s’affrontent à l’aide d’épées en mousse. L’objectif est de mettre hors jeu les joueurs de l’autre équipe en les touchant avec l'épée. La première équipe à avoir mis hors jeu tous les joueurs adverses marque un point.
À ce système de base sont ajoutés plusieurs personnages et scénarios qui permettent de varier les parties. Katag se joue à l'extérieur ou en gymnase.
Ce jeu est d'origine québécoise et fut inventé par trois éducateurs en service de garde de la ville de Québec. Ce sport est pratiqué dans les écoles primaires et secondaires dans le cadre de journées pédagogiques et d'activités parascolaires, ainsi que dans les camps de jour, camps de vacances et fêtes d'enfants. Il est également offert aux adultes. Le Katag est pratiqué dans presque tout le Québec.